# Präfektur Binah

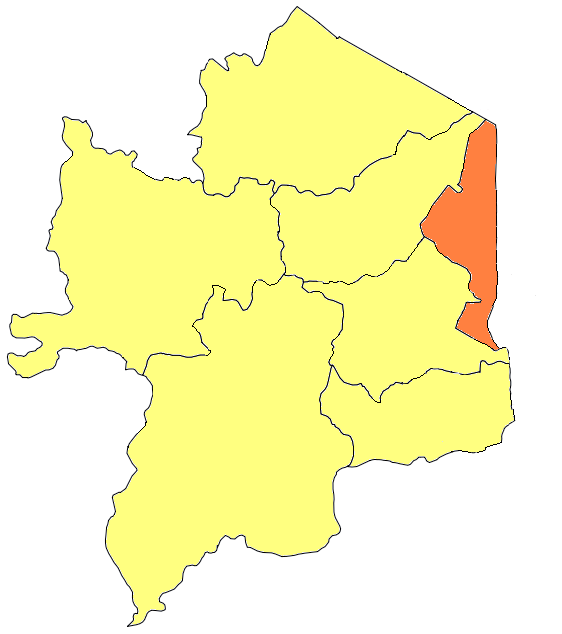
Lage der Präfektur Binah innerhalb der Region Kara.

Die Präfektur Binah (auch Bimah) ist eine Präfektur in Togo mit 84.199 Einwohnern (Stand: 2022). Sie liegt in der Region Kara und grenzt im Nordwesten an die Präfektur Doufelgou und im Südwesten an die Präfektur Kozah der Region Kara sowie im Osten an Benin. Verwaltungssitz ist Pagouda.
Die Präfektur Binah ist in zwei Kommunen mit insgesamt neun Kantonen unterteilt:
- Binah 1 mit den Kantonen Boufalé, Lama-Dessi, Pagouda, Pessaré, Pitikita und Solla.
- Binah 2 mit den Kantonen Kémérida, Kétao und Sirka.